# Llista de chasmata de Dione
En aquest article només es mostra els noms oficials aprovats per la Unió Astronòmica Internacional (UAI).
Aquesta és una llista de chasmata amb nom de Dione. Les chasmata de Dione porten els noms de personatges i llocs de l’Eneida de Virgili.
La latitud i la longitud es donen com a coordenades planetogràfiques amb longitud oest (+ Oest; 0-360).
| Chasma            | Coordenades                             | Diàmetre (km) | Epònim | Ref.  |
| ----------------- | --------------------------------------- | ------------- | --- | ----- |
| Aurunca Chasmata  | 11° 34′ N, 266° 42′ O / 11.56°N,266.7°O | 290           | Una antiga ciutat de la Campània.                                                                          | WGPSN |
| Drepanum Chasma   | 46° S, 265° O / 46°S,265°O              | 360           | Ciutat costanera de Sicília, on Enees va trobar un port segur durant una tempesta, i on va morir Anquises. | WGPSN |
| Eurotas Chasmata  | 18° N, 270° O / 18°N,270°O              | 1.200         | El riu a la riba del qual es trobava Esparta.                                                              | WGPSN |
| Larissa Chasma    | 28° 59′ N, 69° 30′ O / 28.98°N,69.5°O   | 150           | Una ciutat de Tessàlia, la regió natal d'Aquil·les.                                                        | WGPSN |
| Latium Chasma     | 20° 00′ N, 63° 56′ O / 20°N,63.93°O     | 360           | La terra promesa pels troians a Itàlia.                                                                    | WGPSN |
| Padua Chasmata    | 17° 42′ N, 247° 10′ O / 17.7°N,247.17°O | 1.025         | Ciutat del nord d’Itàlia fundada per Antènor.                                                              | WGPSN |
| Palatine Chasmata | 48° S, 316° O / 48°S,316°O              | 1.100         | Un dels set turons de Roma.                                                                                | WGPSN |
| Tibur Chasmata    | 60° 00′ N, 69° 18′ O / 60°N,69.3°O      | 156           | Antiga ciutat d'Itàlia (l'actual Tívoli), a poca distància de Roma, a la riba del riu Anio.                | WGPSN |